# Lucien Gaultier de La Ferrière
Le chevalier Lucien Gaultier de La Ferrière, né le 17 mars 1838 à Loches et mort le 6 novembre 1912 au château de Sérigny (Martizay), est un magistrat et homme politique français.

## Biographie
Fils d'Adolphe Gaultier de La Ferrière, président du tribunal civil de Loches, et d'Albertine Petit, Lucien Gaultier de La Ferrière étudie le droit, s'inscrit au barreau de Rouen, puis entre dans la magistrature, le 28 novembre 1866, comme substitut du procureur impérial à Évreux.
Promu, à la fin du Second Empire, procureur au tribunal de Pont-Audemer (30 juillet 1870), il reste dans la magistrature après le 4 septembre, devient, le 28 octobre 1873, substitut du procureur de la République à Rouen, le 13 avril 1876 avocat général près la cour d'appel de cette ville, le 14 septembre 1876 substitut du procureur général de la cour d'appel et, le 5 décembre 1878, procureur général.
Révoqué l'année suivante, en raison des opinions monarchistes qu'il manifestait ouvertement, il s'inscrit au barreau de Rouen et en devint bâtonnier.
Il aborde le parlement aux élections législatives de 1885 : porté sur la liste conservatrice du département de l'Eure, le 4 octobre, il est élu député de ce département. Lucien de La Ferrière siège à droite, et vote constamment avec le parti conservateur monarchiste. Il est battu en 1889.
Il se retire dans son château de Sérigny (Martizay) en 1907.
Marié à Marie Aline Yvon, fille d'un notaire, il est le père du commandant Georges Gaultier de La Ferrière, mort pour la France en 1915, et le beau-père du capitaine Charles Maurice Le Febvre (dont le fils, Robert Le Febvre, agent de change et maire de Montivilliers, épouse la fille de Maxime Legendre). Il est l'ancêtre de Marie de Hennezel et de Laurence de la Ferrière.